# Xian de Jiedong
Le xian de Jiedong (揭东县 ; pinyin : Jiēdōng Xiàn) est un district administratif de la province du Guangdong en Chine. Il est placé sous la juridiction de la ville-préfecture de Jieyang.

## Démographie
La population du district était de 1 168 888 habitants en 1999. et la population était de 1 157 720 habitants en 2010.